# Godendac

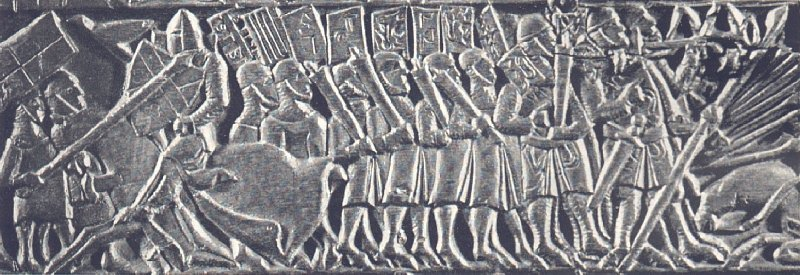
Une vue réaliste de la bataille des éperons d'or, où l'on voit une rangée de miliciens flamands armés du goedendag (coffre d'Oxford).

Le Godendac ou godendaz ou godendart ou godenhoc ou godandart ou goedendag était une arme médiévale d'origine flamande.

## Forme et usage

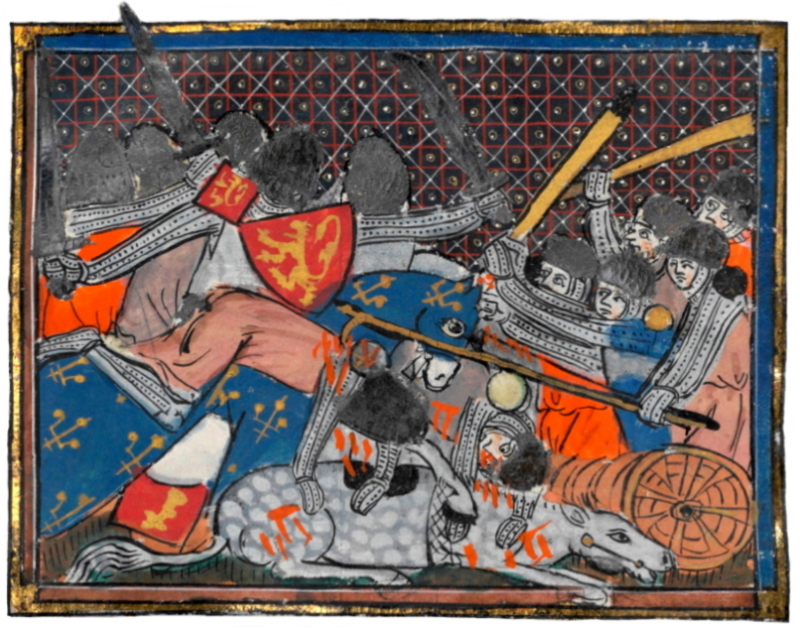
Des fantassins flamands armés de godendacs font face à une charge de la cavalerie française lors de la bataille de Courtrai, 1302.

Arme simple, économique mais redoutée, le godendac utilisé aux XIIIe et XIVe siècles est devenu célèbre lors de la bataille des Éperons d'or grâce à sa terrible efficacité face aux chevaliers.
Cette arme est un bâton d'environ 1,5 m de long et 10 cm de diamètre, plus épais à l'extrémité et muni d'une pointe en fer. Elle pouvait être utilisée de deux manières, comme gourdin ou comme épieu et était suffisamment solide pour bloquer l'attaque d'un chevalier en armure.
Pendant la bataille des éperons d'or, le porteur du godendac travaillait de pair avec un piquier. Le piquier essayant de faire tomber le cheval pendant que le godendac bloquait l'attaque du chevalier. Cette méthode se révéla très efficace.
De nouvelles armes furent développées et ont supplanté le godendac dont l'usage prit fin au XVe siècle.

## Nom
L'origine du nom n'est pas claire. Les Flamands eux-mêmes l'appellent gepinde staf (littéralement bâton à l'aiguille). Le nom goedendag vient d'une chronique en français de l'époque, La Branche des royaux lingnages de Guillaume Guiart (mort après 1316), « Godendac ». goedendag serait littéralement bonne dague. Une autre explication est que le goedendag (littéralement « bonjour » en néerlandais) soit, en tant qu'arme de première ligne, utilisée pour « porter le bonjour » à l'ennemi.
Le goedendag a souvent été confondu avec une autre arme de fantassin, l'étoile du matin qui était une masse d'armes dont la masse était sphérique ou cylindrique et hérissée de pointes. La masse d'armes fut également appelée goedendag.